# Valcabrère
Valcabrère est une commune française située dans le sud-ouest du département de la Haute-Garonne, en région Occitanie.
Sur le plan historique et culturel, la commune est dans le pays de Comminges, correspondant à l’ancien comté de Comminges, circonscription de la province de Gascogne située sur les départements actuels du Gers, de la Haute-Garonne, des Hautes-Pyrénées et de l'Ariège. Exposée à un climat de montagne, elle est drainée par la Garonne et par un autre cours d'eau. La commune possède un patrimoine naturel remarquable : un site Natura 2000 (« Garonne, Ariège, Hers, Salat, Pique et Neste »), un espace protégé (« la Garonne, l'Ariège, l'Hers Vif et le Salat ») et deux zones naturelles d'intérêt écologique, faunistique et floristique.
Valcabrère est une commune rurale qui compte 150 habitants en 2022, après avoir connu un pic de population de 328 habitants en 1846. Ses habitants sont appelés les Valcabrérois ou  Valcabréroises.
Le patrimoine architectural de la commune comprend quatre  immeubles protégés au titre des monuments historiques : la basilique Saint-Just, classée en 1840, le cimetière de Valcabrère, inscrit en 1926, la tour Castet Bert, inscrite en 1997, et le camp militaire de Saint-Bertrand-de-Comminges, inscrit en  1996 puis en 2012.

## Géographie

### Localisation
La commune de Valcabrère se trouve dans le département de la Haute-Garonne, en région Occitanie.
Elle se situe à 94 km à vol d'oiseau de Toulouse, préfecture du département, à 14 km de Saint-Gaudens, sous-préfecture, et à 27 km de Bagnères-de-Luchon, bureau centralisateur du canton de Bagnères-de-Luchon dont dépend la commune depuis 2015 pour les élections départementales.
La commune fait en outre partie du bassin de vie de Montréjeau.
Les communes les plus proches sont : 
Labroquère (1,0 km), Saint-Bertrand-de-Comminges (1,1 km), Sarp (2,0 km), Seilhan (2,1 km), Loures-Barousse (2,1 km), Izaourt (2,4 km), Aveux (2,7 km), Anla (3,3 km).
Sur le plan historique et culturel, Valcabrère fait partie du pays de Comminges, correspondant à l’ancien comté de Comminges, circonscription de la province de Gascogne située sur les départements actuels du Gers, de la Haute-Garonne, des Hautes-Pyrénées et de l'Ariège.
Valcabrère est limitrophe de cinq autres communes dont trois dans le département des Hautes-Pyrénées.
Les communes limitrophes sont  Izaourt, Labroquère, Loures-Barousse, Saint-Bertrand-de-Comminges et Sarp.
|                             | Labroquère             |                                   |
| Saint-Bertrand-de-Comminges | Valcabrère             | Loures-Barousse (Hautes-Pyrénées) |
|                             | Sarp (Hautes-Pyrénées) | Izaourt (Hautes-Pyrénées)         |

### Géologie et relief
La superficie de la commune est de 161 hectares ce qui en fait la quatrième plus petite superficie de la Haute-Garonne ; son altitude varie de 424  à   471 mètres.

### Hydrographie
Elle est drainée par la Garonne, le ruisseau de Rioumort, constituant un réseau hydrographique de 1 km de longueur totale,.
La Garonne est un fleuve principalement français prenant sa source en Espagne et qui coule sur 529 km avant de se jeter dans l’océan Atlantique.

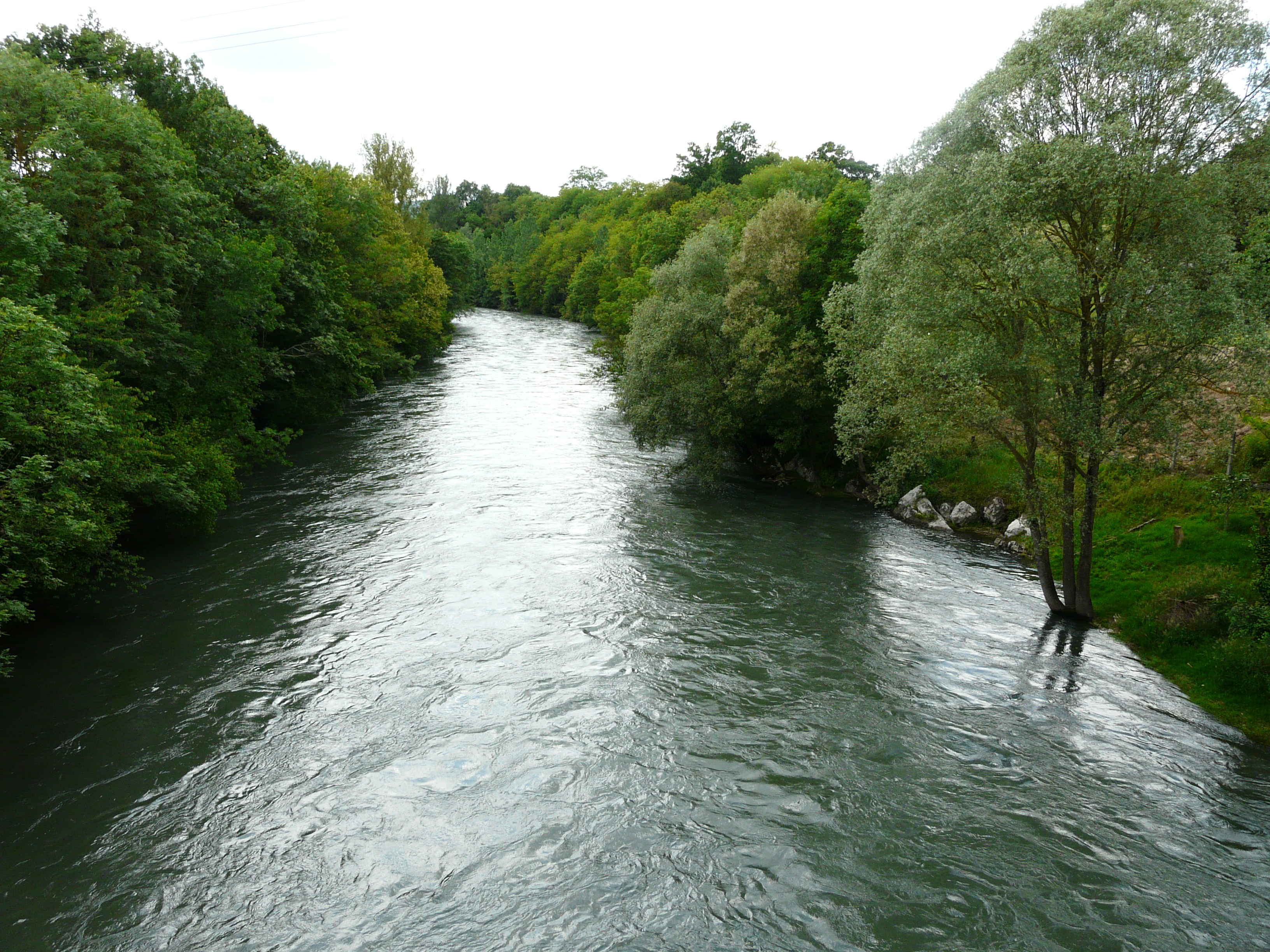
La Garonne en limites de Valcabrère et Labroquère.
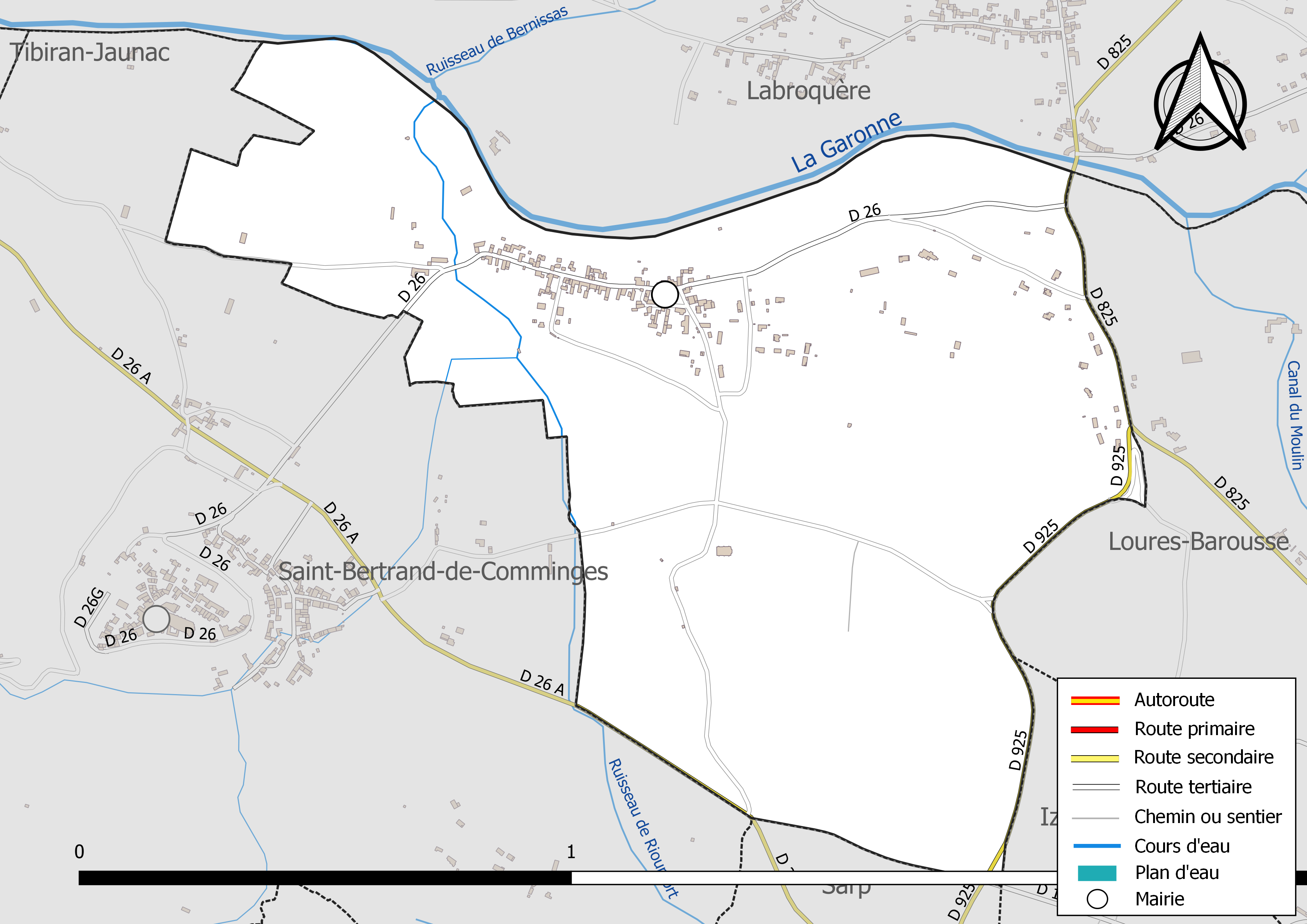
Réseaux hydrographique et routier de Valcabrère.

### Climat
Pour des articles plus généraux, voir Climat de l'Occitanie et Climat de la Haute-Garonne.
En 2010, le climat de la commune est de type climat des marges montargnardes, selon une étude s'appuyant sur une série de données couvrant la période 1971-2000. En 2020, Météo-France publie une typologie des climats de la France métropolitaine dans laquelle la commune est exposée à un climat de montagne ou de marges de montagne et est dans la région climatique Pyrénées centrales, caractérisée par une pluviométrie annuelle de 1 000 à 1 200 mm.
Pour la période 1971-2000, la température annuelle moyenne est de 11,6 °C, avec une amplitude thermique annuelle de 14,4 °C. Le cumul annuel moyen de précipitations est de 974 mm, avec 9,7 jours de précipitations en janvier et 7,1 jours en juillet. Pour la période 1991-2020, la température moyenne annuelle observée sur la station météorologique la plus proche, située sur la commune de Clarac à 8 km à vol d'oiseau, est de 12,5 °C et le cumul annuel moyen de précipitations est de 804,9 mm,. Pour l'avenir, les paramètres climatiques de la commune estimés pour 2050 selon différents scénarios d'émission de gaz à effet de serre sont consultables sur un site dédié publié par Météo-France en novembre 2022.

### Milieux naturels et biodiversité

#### Espaces protégés
La protection réglementaire est le mode d’intervention le plus fort pour préserver des espaces naturels remarquables et leur biodiversité associée,.
Un  espace protégé est présent sur la commune : 
« la Garonne, l'Ariège, l'Hers Vif et le Salat », objet d'un arrêté de protection de biotope, d'une superficie de 1 658,7 ha.

#### Réseau Natura 2000

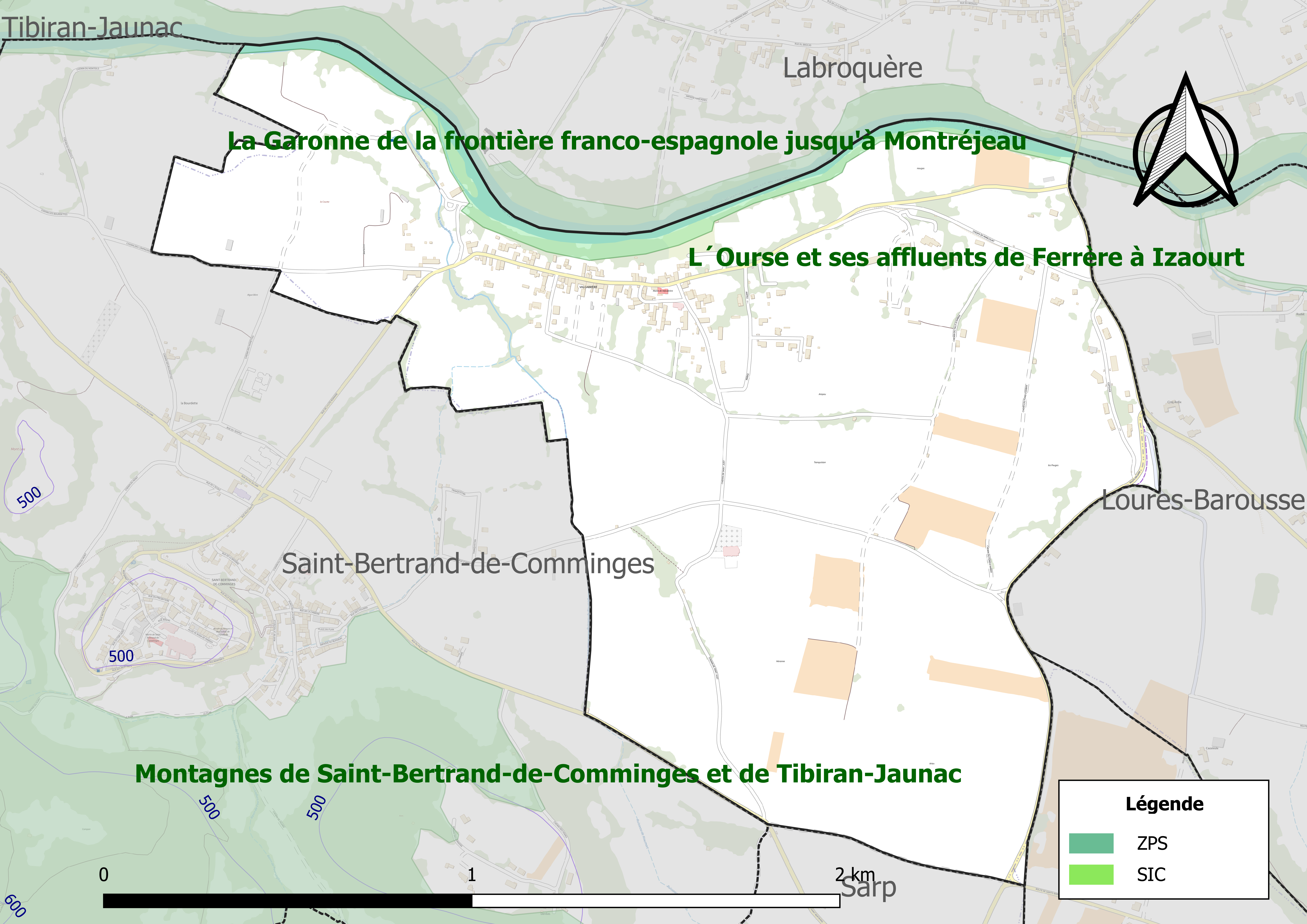
Site Natura 2000 sur le territoire communal.

Le réseau Natura 2000 est un réseau écologique européen de sites naturels d'intérêt écologique élaboré à partir des directives habitats et oiseaux, constitué de zones spéciales de conservation (ZSC) et de zones de protection spéciale (ZPS).
Un site Natura 2000 a été défini sur la commune au titre de la directive habitats : « Garonne, Ariège, Hers, Salat, Pique et Neste », d'une superficie de 9 581 ha, un réseau hydrographique pour les poissons migrateurs, avec des zones de frayères actives et potentielles importantes pour le Saumon en particulier qui fait l'objet d'alevinages réguliers et dont des adultes atteignent déjà Foix sur l'Ariège.

#### Zones naturelles d'intérêt écologique, faunistique et floristique

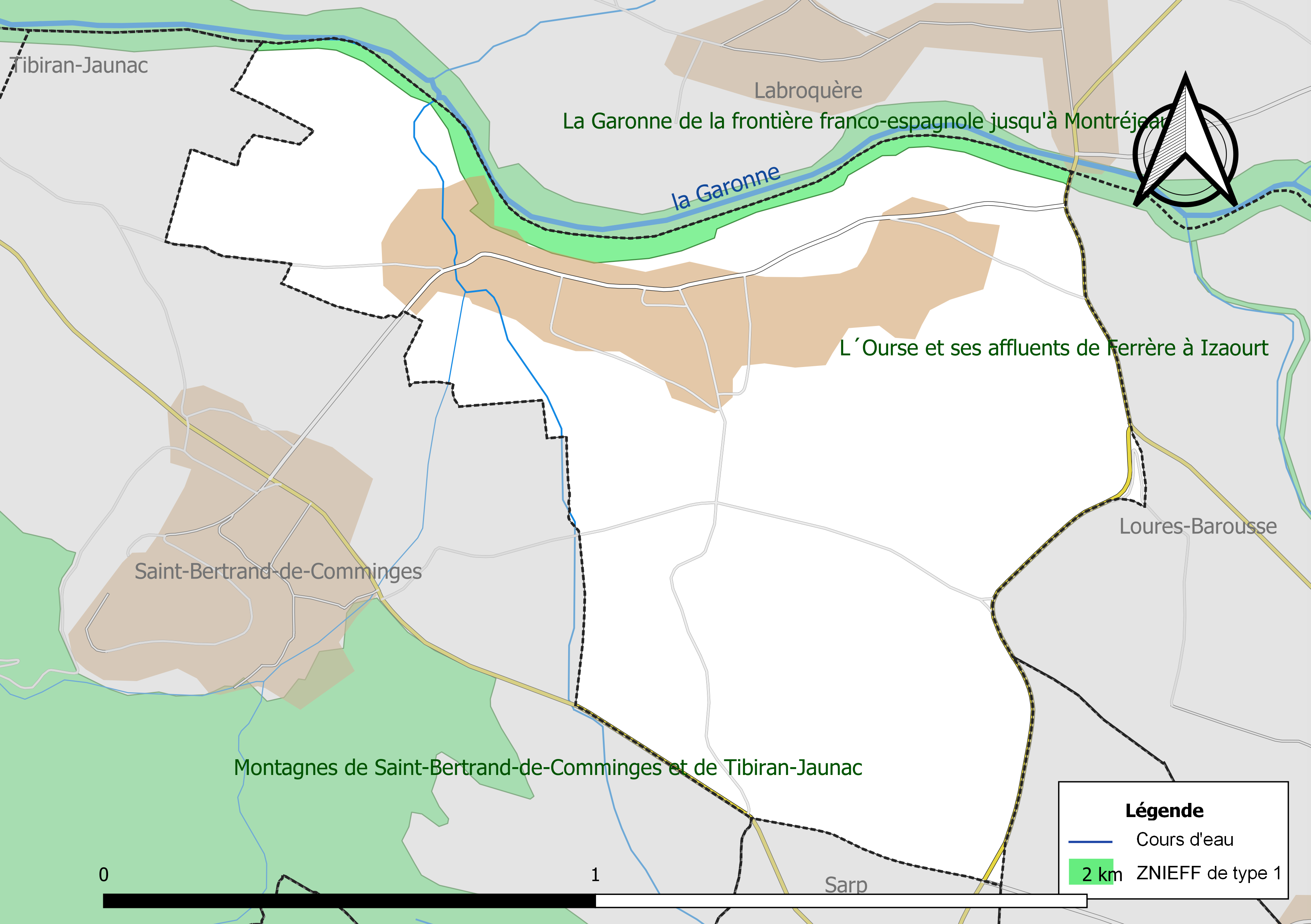
Carte de la ZNIEFF de type 1 localisée sur la commune.

L’inventaire des zones naturelles d'intérêt écologique, faunistique et floristique (ZNIEFF) a pour objectif de réaliser une couverture des zones les plus intéressantes sur le plan écologique, essentiellement dans la perspective d’améliorer la connaissance du patrimoine naturel national et de fournir aux différents décideurs un outil d’aide à la prise en compte de l’environnement dans l’aménagement du territoire.
Une ZNIEFF de type 1 est recensée sur la commune :
« la Garonne de la frontière franco-espagnole jusqu'à Montréjeau » (469 ha), couvrant 38 communes dont 28 dans la Haute-Garonne et dix dans les Hautes-Pyrénées et une ZNIEFF de type 2, : 
« Garonne amont, Pique et Neste » (1 788 ha), couvrant 112 communes dont 42 dans la Haute-Garonne et 70 dans les Hautes-Pyrénées.

## Urbanisme

### Typologie
Au 1er janvier 2024, Valcabrère est catégorisée commune rurale à habitat dispersé, selon la nouvelle grille communale de densité à sept niveaux définie par l'Insee en 2022.
Elle est située hors unité urbaine et hors attraction des villes,.

### Occupation des sols
L'occupation des sols de la commune, telle qu'elle ressort de la base de données européenne d’occupation biophysique des sols Corine Land Cover (CLC), est marquée par l'importance des territoires agricoles (84,7 % en 2018), une proportion sensiblement équivalente à celle de 1990 (84,9 %). La répartition détaillée en 2018 est la suivante : 
zones agricoles hétérogènes (68,9 %), prairies (15,8 %), zones urbanisées (15,3 %). L'évolution de l’occupation des sols de la commune et de ses infrastructures peut être observée sur les différentes représentations cartographiques du territoire : la carte de Cassini (XVIIIe siècle), la carte d'état-major (1820-1866) et les cartes ou photos aériennes de l'IGN pour la période actuelle (1950 à aujourd'hui).

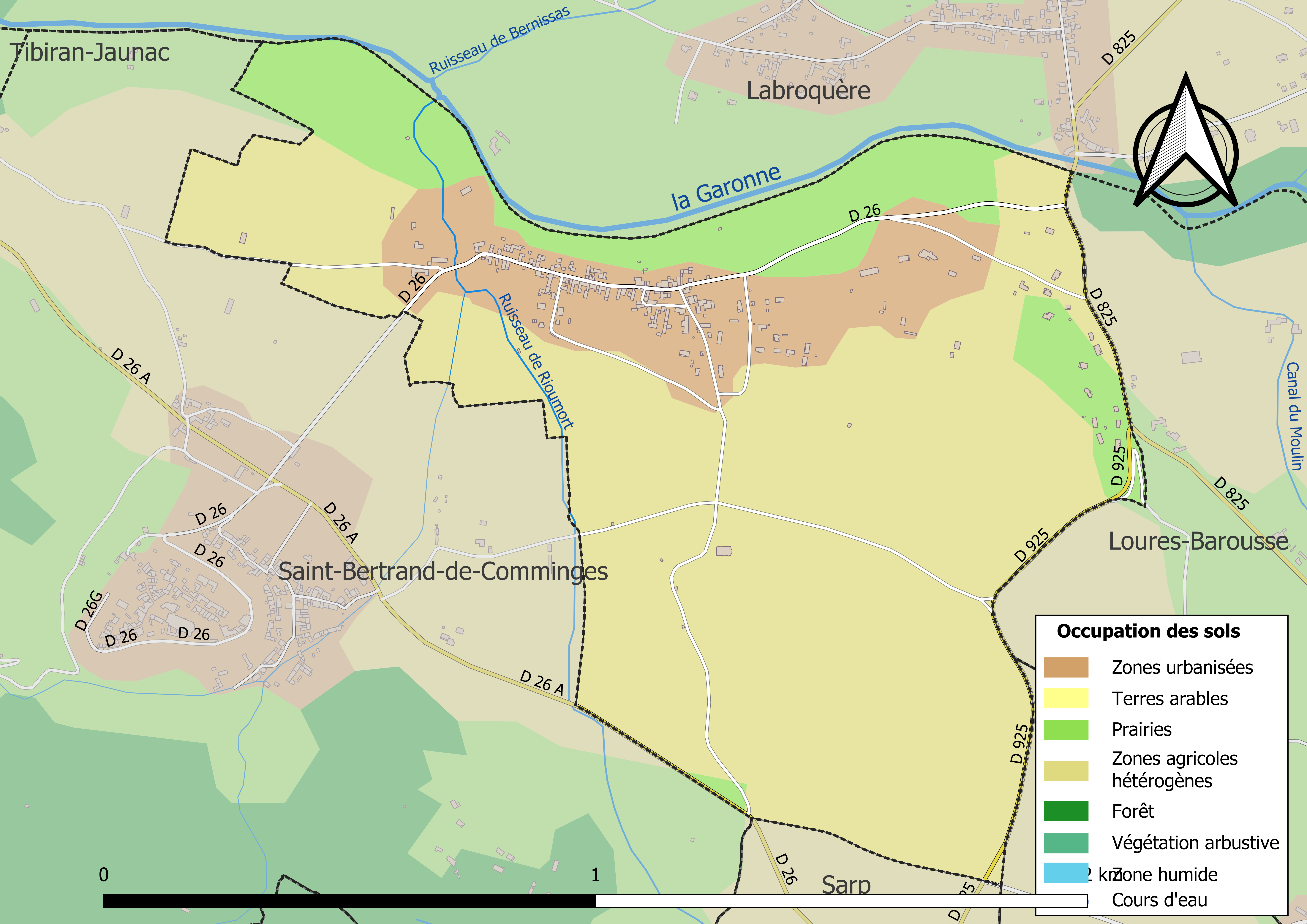
Carte des infrastructures et de l'occupation des sols de la commune en 2018 (CLC).

### Voies de communication et transports
Accès par l'autoroute A64 sortie no 18 puis la route nationale 125, et avec le réseau Arc-en-ciel.

### Risques majeurs
Le territoire de la commune de Valcabrère est vulnérable à différents aléas naturels : météorologiques (tempête, orage, neige, grand froid, canicule ou sécheresse), inondations et séisme (sismicité modérée). Il est également exposé à un risque technologique, la rupture d'un barrage. Un site publié par le BRGM permet d'évaluer simplement et rapidement les risques d'un bien localisé soit par son adresse soit par le numéro de sa parcelle.

#### Risques naturels
Certaines parties du territoire communal sont susceptibles d’être affectées par le risque d’inondation par débordement de cours d'eau, notamment la Garonne. La commune a été reconnue en état de catastrophe naturelle au titre des dommages causés par les inondations et coulées de boue survenues en 1982, 1999, 2009 et 2013,.

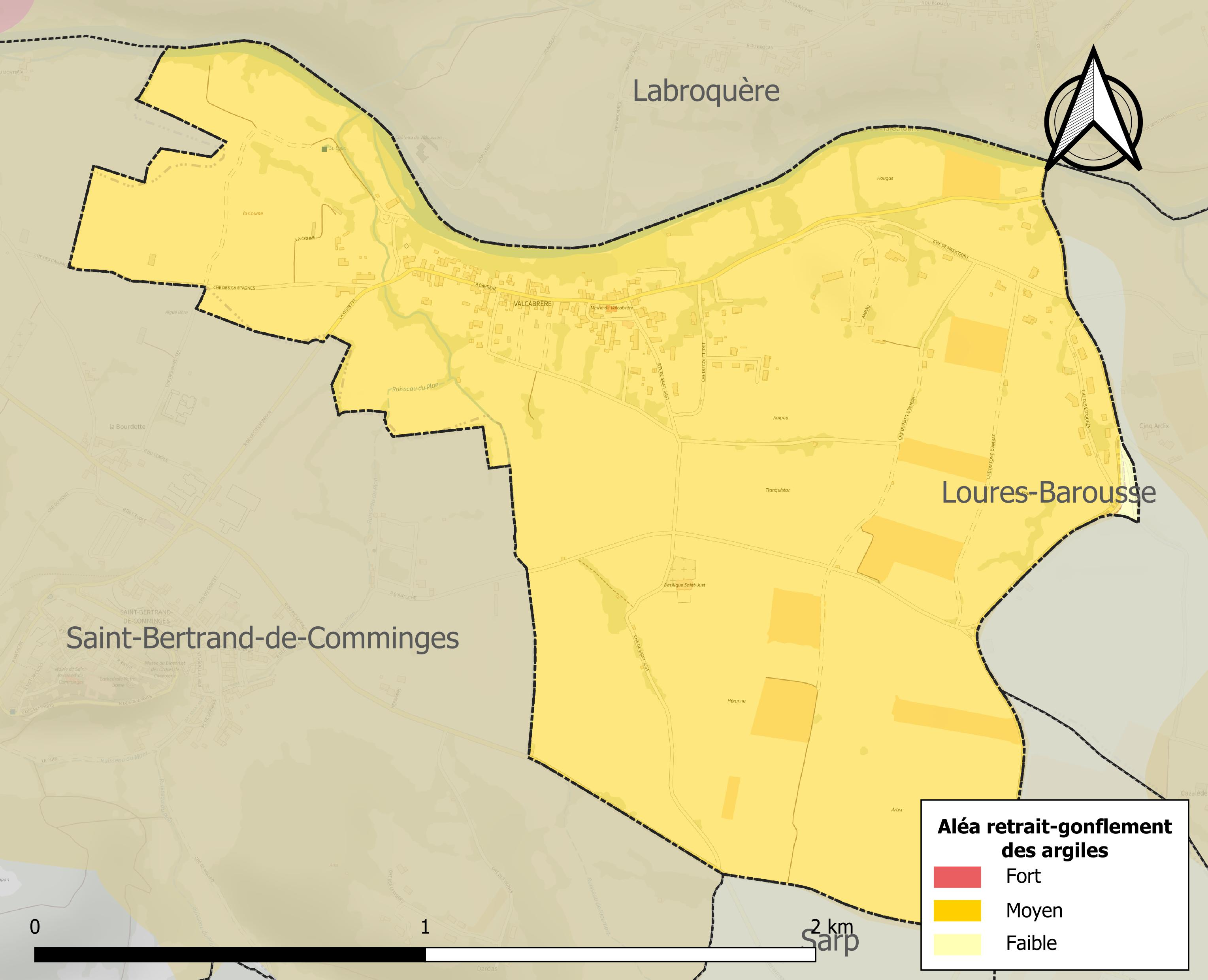
Carte des zones d'aléa retrait-gonflement des sols argileux de Valcabrère.

Le retrait-gonflement des sols argileux est susceptible d'engendrer des dommages importants aux bâtiments en cas d’alternance de périodes de sécheresse et de pluie. La totalité de la commune est en aléa moyen ou fort (88,8 % au niveau départemental et 48,5 % au niveau national). Sur les 94 bâtiments dénombrés sur la commune en 2019, 94 sont en aléa moyen ou fort, soit 100 %, à comparer aux 98 % au niveau départemental et 54 % au niveau national. Une cartographie de l'exposition du territoire national au retrait gonflement des sols argileux est disponible sur le site du BRGM,.
Par ailleurs, afin de mieux appréhender le risque d’affaissement de terrain, l'inventaire national des cavités souterraines permet de localiser celles situées sur la commune.
Concernant les mouvements de terrains, la commune a été reconnue en état de catastrophe naturelle au titre des dommages causés par des mouvements de terrain en 1999.

#### Risques technologiques
La commune est en outre située en aval du barrage du Portillon sur la Neste d'Oô. À ce titre elle est susceptible d’être touchée par l’onde de submersion consécutive à la rupture de cet ouvrage.

## Histoire

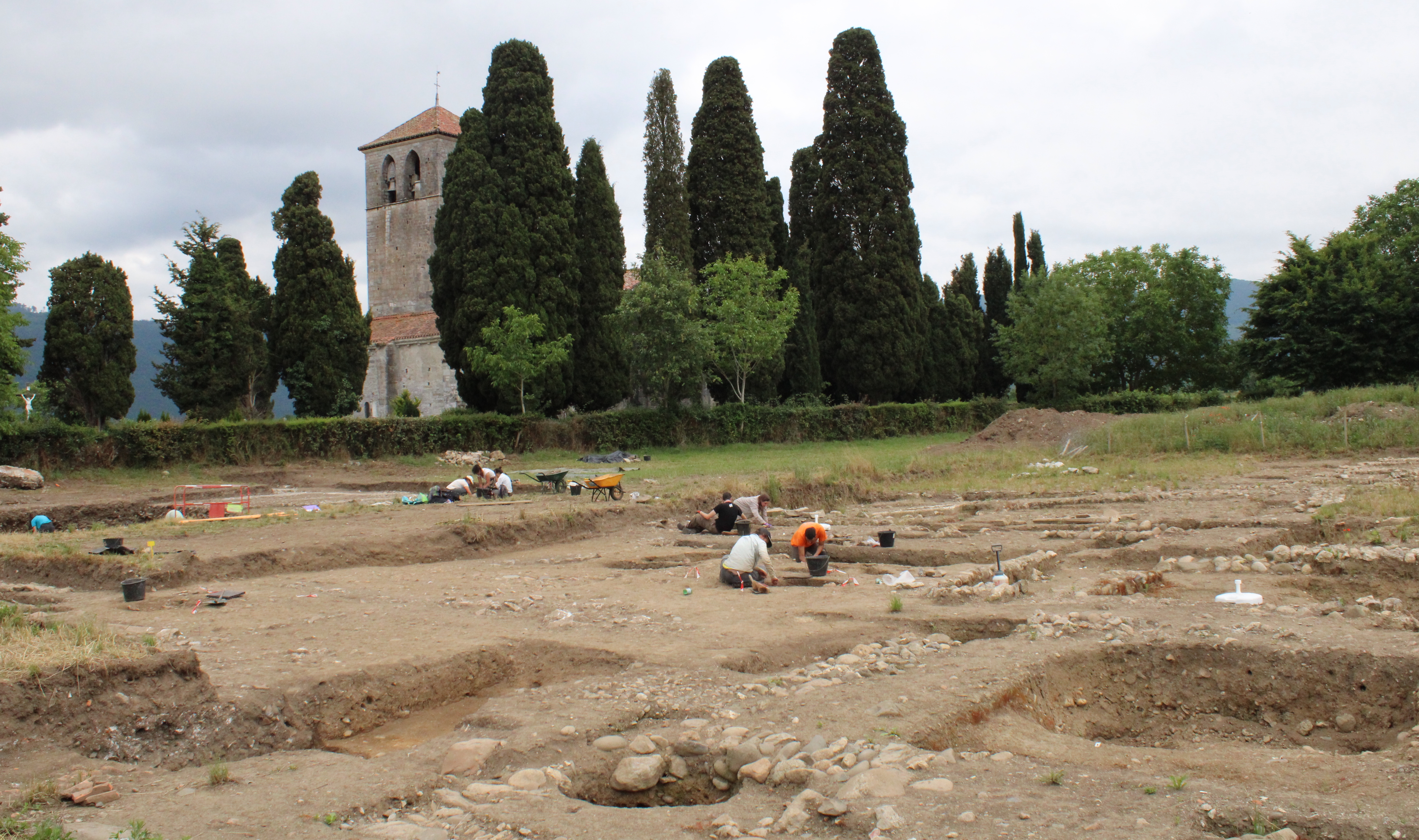
Fouilles archélogiques à proximité de la basilique St-Just en juin 2021.

## Politique et administration

### Administration municipale
Le nombre d'habitants au recensement de 2011 étant compris entre 100 et 499, le nombre de membres du conseil municipal pour l'élection de 2014 est de onze,.

### Rattachements administratifs et électoraux
Commune faisant partie de la huitième circonscription de la Haute-Garonne, de la communauté de communes des Pyrénées Haut-Garonnaises et du canton de Bagnères-de-Luchon (avant le redécoupage départemental de 2014, Valcabrère faisait partie de l'ex-canton de Barbazan).

### Liste des maires

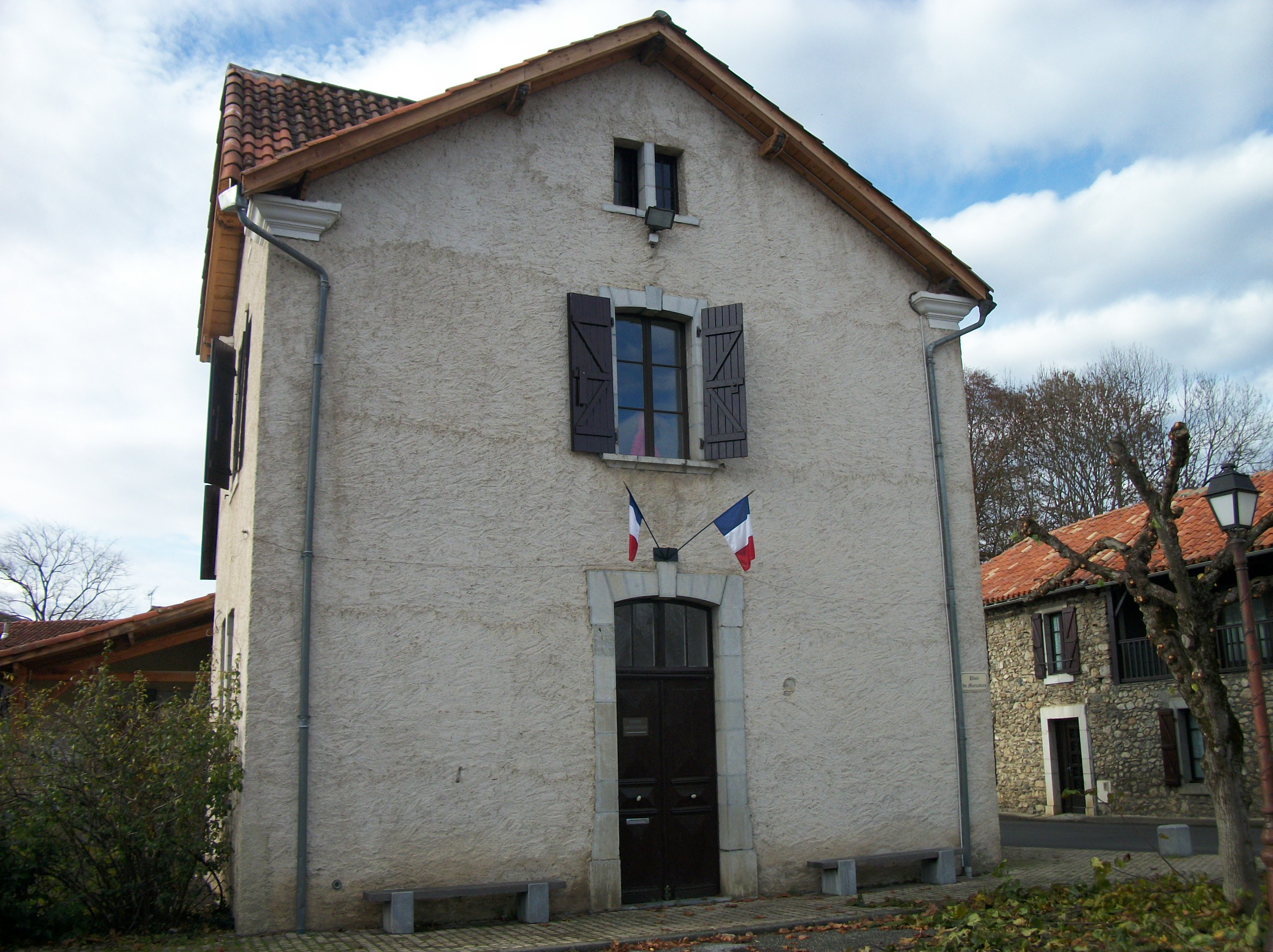
La mairie

| Période                                  | Période  | Identité     | Étiquette | Qualité |
| ---------------------------------------- | -------- | ------------ | --------- | ------- |
| mars 1983                                | En cours | Jean Verdier |           |         |
| Les données manquantes sont à compléter. |          |              |           |         |

## Population et société

### Démographie
L'évolution du nombre d'habitants est connue à travers les recensements de la population effectués dans la commune depuis 1793. Pour les communes de moins de 10 000 habitants, une enquête de recensement portant sur toute la population est réalisée tous les cinq ans, les populations de référence des années intermédiaires étant quant à elles estimées par interpolation ou extrapolation. Pour la commune, le premier recensement exhaustif entrant dans le cadre du nouveau dispositif a été réalisé en 2006.

En 2022, la commune comptait 150 habitants, en évolution de +4,17 % par rapport à 2016 (Haute-Garonne : +8,02 %, France hors Mayotte : +2,11 %).
| 1793 | 1800 | 1806 | 1821 | 1831 | 1836 | 1841 | 1846 | 1851 |
| ---- | ---- | ---- | ---- | ---- | ---- | ---- | ---- | ---- |
| 257  | 257  | 276  | 271  | 290  | 311  | 321  | 328  | 307  |

| 1856 | 1861 | 1866 | 1872 | 1876 | 1881 | 1886 | 1891 | 1896 |
| ---- | ---- | ---- | ---- | ---- | ---- | ---- | ---- | ---- |
| 308  | 307  | 275  | 248  | 259  | 257  | 266  | 268  | 247  |

| 1901 | 1906 | 1911 | 1921 | 1926 | 1931 | 1936 | 1946 | 1954 |
| ---- | ---- | ---- | ---- | ---- | ---- | ---- | ---- | ---- |
| 213  | 200  | 193  | 160  | 162  | 154  | 154  | 124  | 142  |

| 1962 | 1968 | 1975 | 1982 | 1990 | 1999 | 2006 | 2011 | 2016 |
| ---- | ---- | ---- | ---- | ---- | ---- | ---- | ---- | ---- |
| 129  | 105  | 95   | 120  | 130  | 139  | 156  | 146  | 144  |

| 2021 | 2022 | - | - | - | - | - | - | - |
| ---- | ---- | - | - | - | - | - | - | - |
| 147  | 150  | - | - | - | - | - | - | - |

| selon la population municipale des années : | 1968 | 1975 | 1982 | 1990 | 1999 | 2006 | 2009 | 2013 |
| Rang de la commune dans le département      | 308  | 358  | 377  | 411  | 421  | 444  | 448  | 456  |
| Nombre de communes du département           | 592  | 582  | 586  | 588  | 588  | 588  | 589  | 589  |

### Enseignement
Valcabrère fait partie de l'académie de Toulouse.

### Culture et festivités
Comité des fêtes, vide grenier, concert, festival international de musique du Comminges, société des études du Comminges,

### Activités sportives
Chasse, pétanque, canoë, kayak,

## Économie

### Emploi
|                | 2008  | 2013  | 2018  |
| -------------- | ----- | ----- | ----- |
| Commune        | 3,8 % | 5,2 % | 9,3 % |
| Département    | 7,7 % | 9,6 % | 9,3 % |
| France entière | 8,3 % | 10 %  | 10 %  |

En 2018, la population âgée de 15 à 64 ans s'élève à 85 personnes, parmi lesquelles on compte 76,7 % d'actifs (67,4 % ayant un emploi et 9,3 % de chômeurs) et 23,3 % d'inactifs,. En  2018, le taux de chômage communal (au sens du recensement) des 15-64 ans est supérieur à celui du département, mais inférieur à celui de la France, alors qu'il était inférieur à celui du département et de la France en 2008.
La commune est hors attraction des villes,. Elle compte 17 emplois en 2018, contre 11 en 2013 et 18 en 2008. Le nombre d'actifs ayant un emploi résidant dans la commune est de 60, soit un indicateur de concentration d'emploi de 28,1 % et un taux d'activité parmi les 15 ans ou plus de 53,1 %.
Sur ces 60 actifs de 15 ans ou plus ayant un emploi, 11 travaillent dans la commune, soit 18 % des habitants. Pour se rendre au travail, 88,5 % des habitants utilisent un véhicule personnel ou de fonction à quatre roues, 4,9 % s'y rendent en deux-roues, à vélo ou à pied et 6,6 % n'ont pas besoin de transport (travail au domicile).

### Activités hors agriculture
8 établissements sont implantés  à Valcabrère au 31 décembre 2019.
Le secteur de l'information et de la communication est prépondérant sur la commune puisqu'il représente 37,5 % du nombre total d'établissements de la commune (3 sur les 8 entreprises implantées  à Valcabrère), contre 4,1 % au niveau départemental.

### Agriculture
|               | 1988 | 2000 | 2010 | 2020 |
| ------------- | ---- | ---- | ---- | ---- |
| Exploitations | 8    | 7    | 5    | 2    |
| SAU (ha)      | 81   | 89   | 82   | 80   |

La commune est dans les « Pyrénées centrales », une petite région agricole occupant le sud du département de la Haute-Garonne, massif montagneux où s’étagent les vallées profondes, la forêt et les zones intermédiaires, les estives. En 2020, l'orientation technico-économique de l'agriculture  sur la commune est la polyculture et/ou le polyélevage. Deux exploitations agricoles ayant leur siège dans la commune sont dénombrées lors du recensement agricole de 2020 (huit en 1988). La superficie agricole utilisée est de 80 ha,,.

## Culture locale et patrimoine

### Lieux et monuments
- La basilique Saint-Just de Valcabrère est classée monument historique depuis 1840[47].

En 1998, elle a fait partie des 71 monuments français inscrits au patrimoine mondial de l'humanité « au titre des chemins de Compostelle en France ». La justification de cette inscription est la suivante : « Les pèlerins de Saint-Jacques-de-Compostelle, passant en Espagne par la vallée de Luchon et le col de Vénasque, s'arrêtaient à Saint-Bertrand-de-Comminges et à Saint-Just-de-Valcabrère pour y faire leurs dévotions ». La découverte d'une tombe dans laquelle il y avait une coquille et un bourdon (bâton de pèlerin) a permis d'affirmer qu'il s'agissait d'un pèlerin de Compostelle.
Cette église présente une particularité rare. Une niche est aménagée sous le sarcophage placé, lui, sur le maître-autel. Dans cette niche, un malade pouvait venir passer une nuit en prières afin de se trouver pénétré par les ondes émanant du corps saint qui le surmontait. C’était là une coutume générale qui tomba ensuite en désuétude. La présence de ce tombeau et la niche laissent penser que l’église était un lieu de pèlerinage. Aujourd'hui, il est oublié au profit de Saint-Bertrand-de-Comminges.
La basilique est entourée d'un cimetière dont le portail d'entrée, du XIIIe siècle, est inscrit depuis 1926.

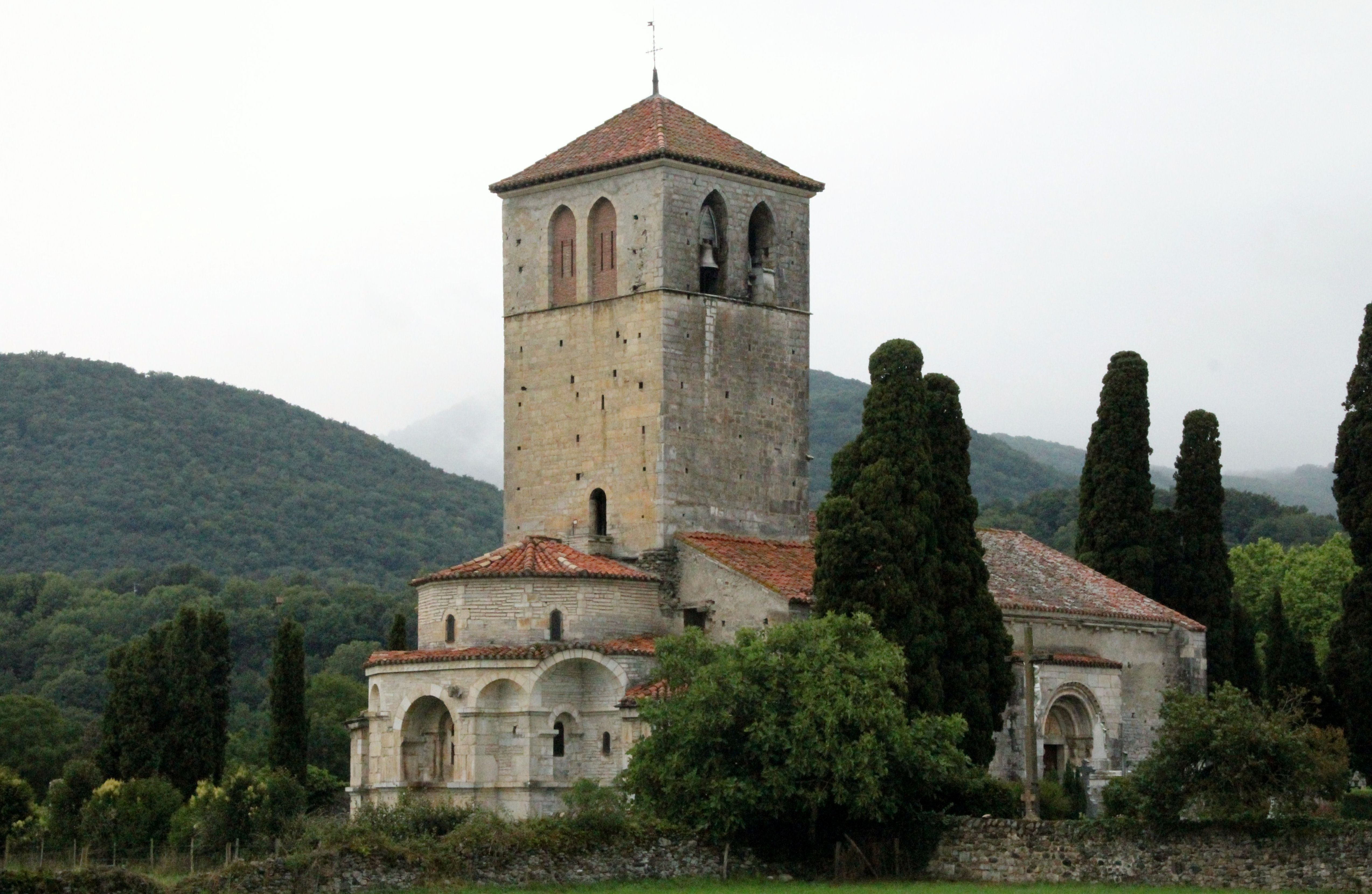
La basilique Saint-Just.
Le portail de la basilique.
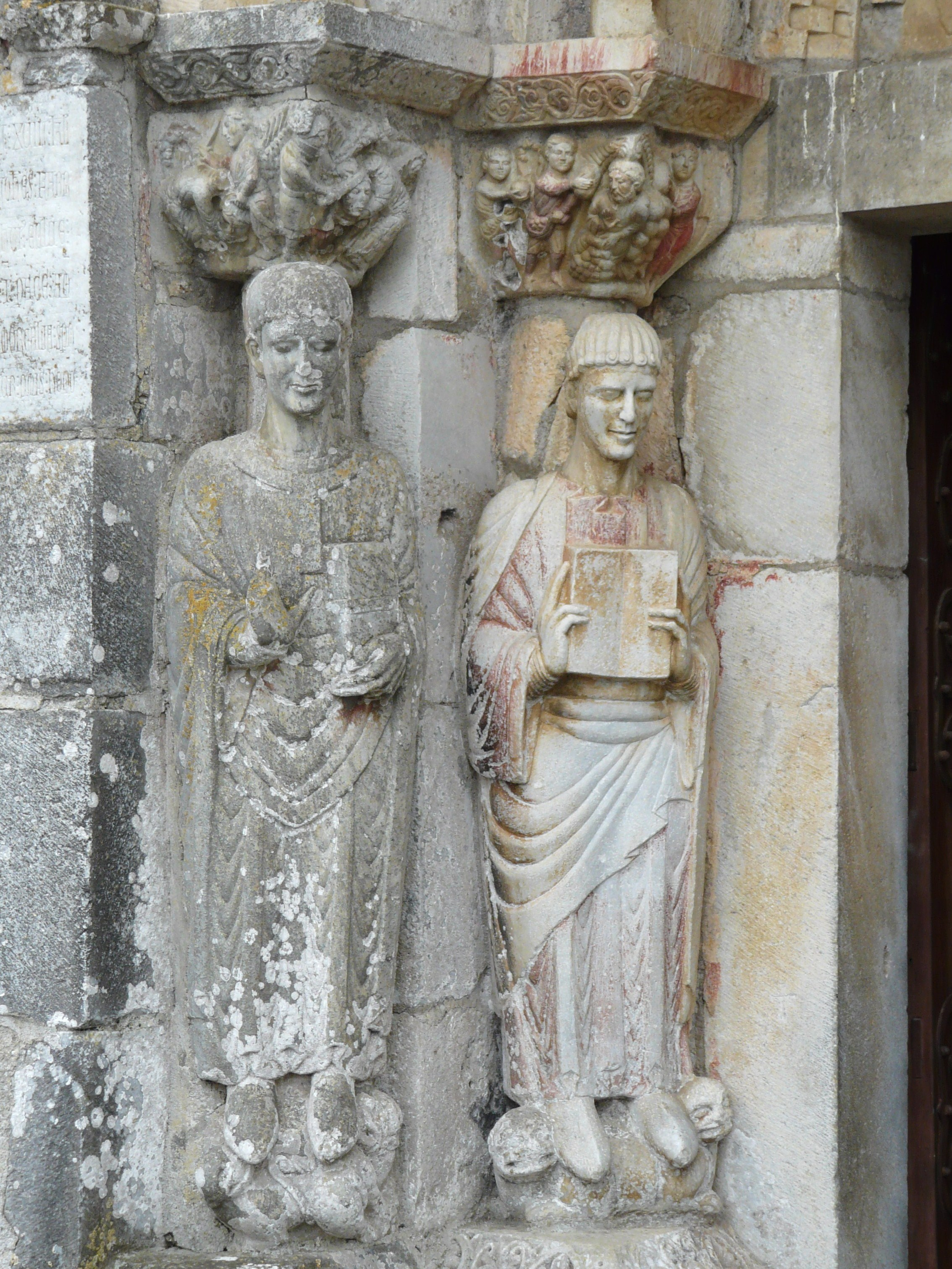
Piédroit du portail avec les statues de saint Just et saint Étienne.
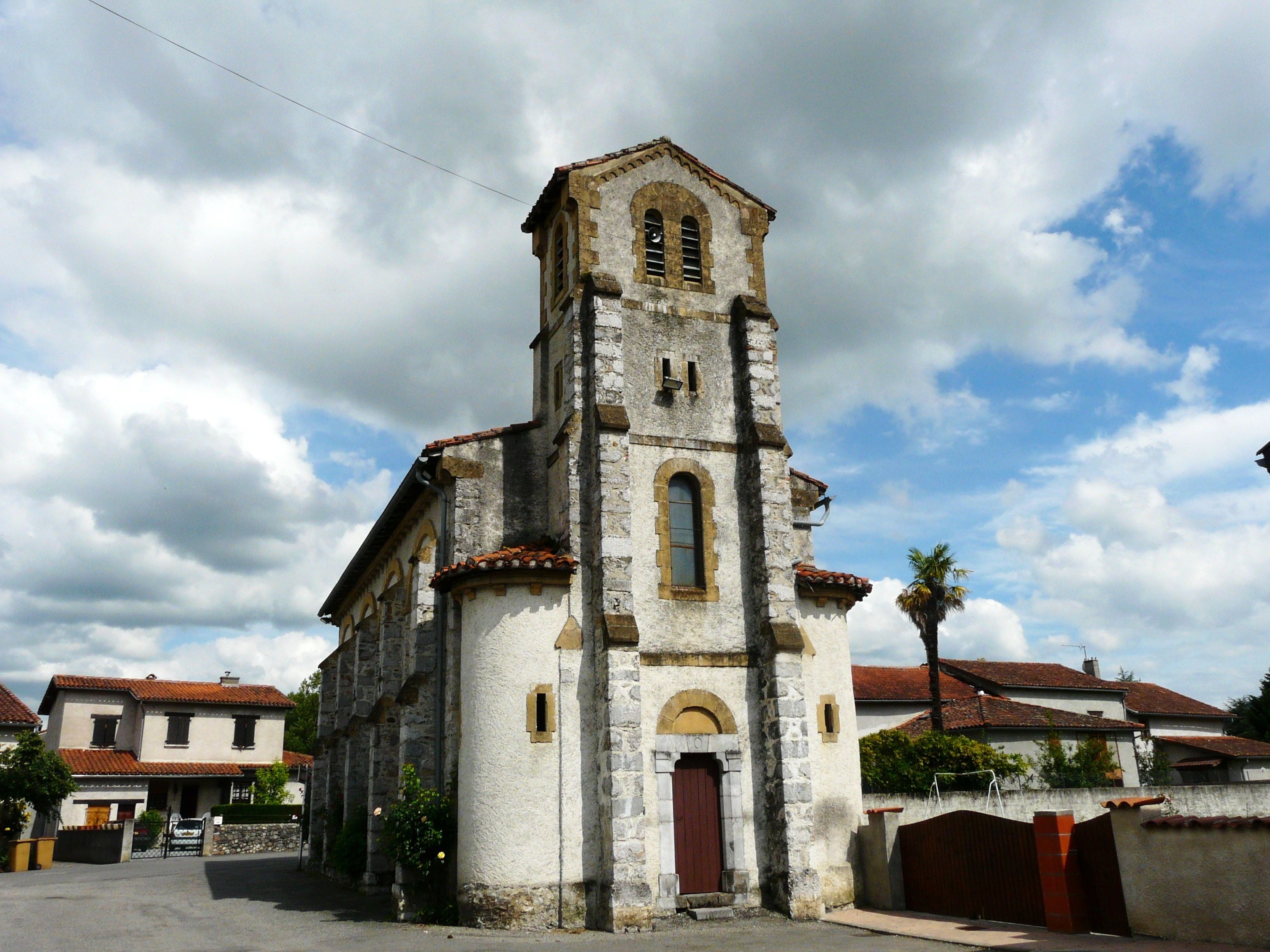
Église du village.
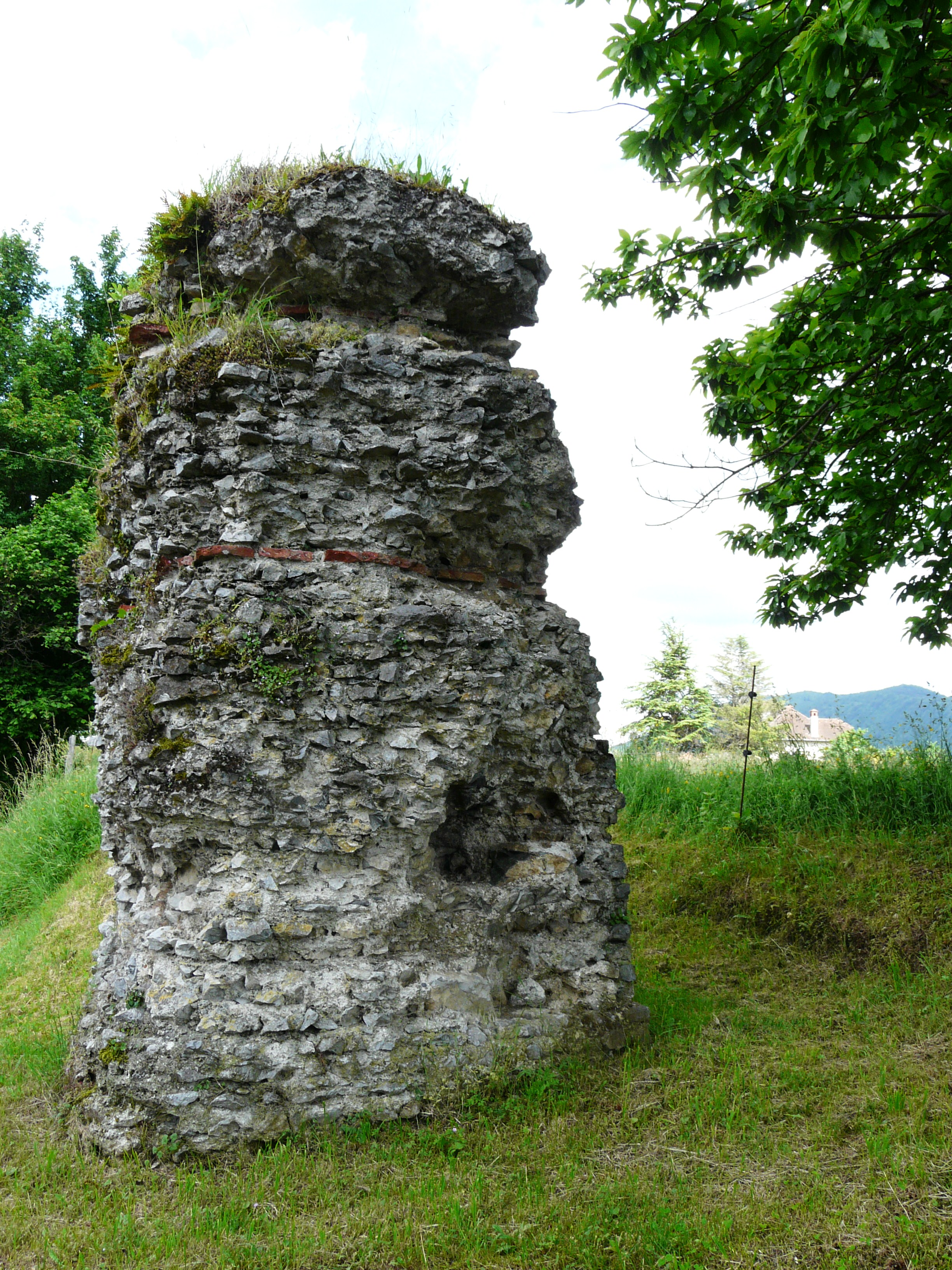
Pile funéraire gallo-romaine de Valcabrère (vestiges).
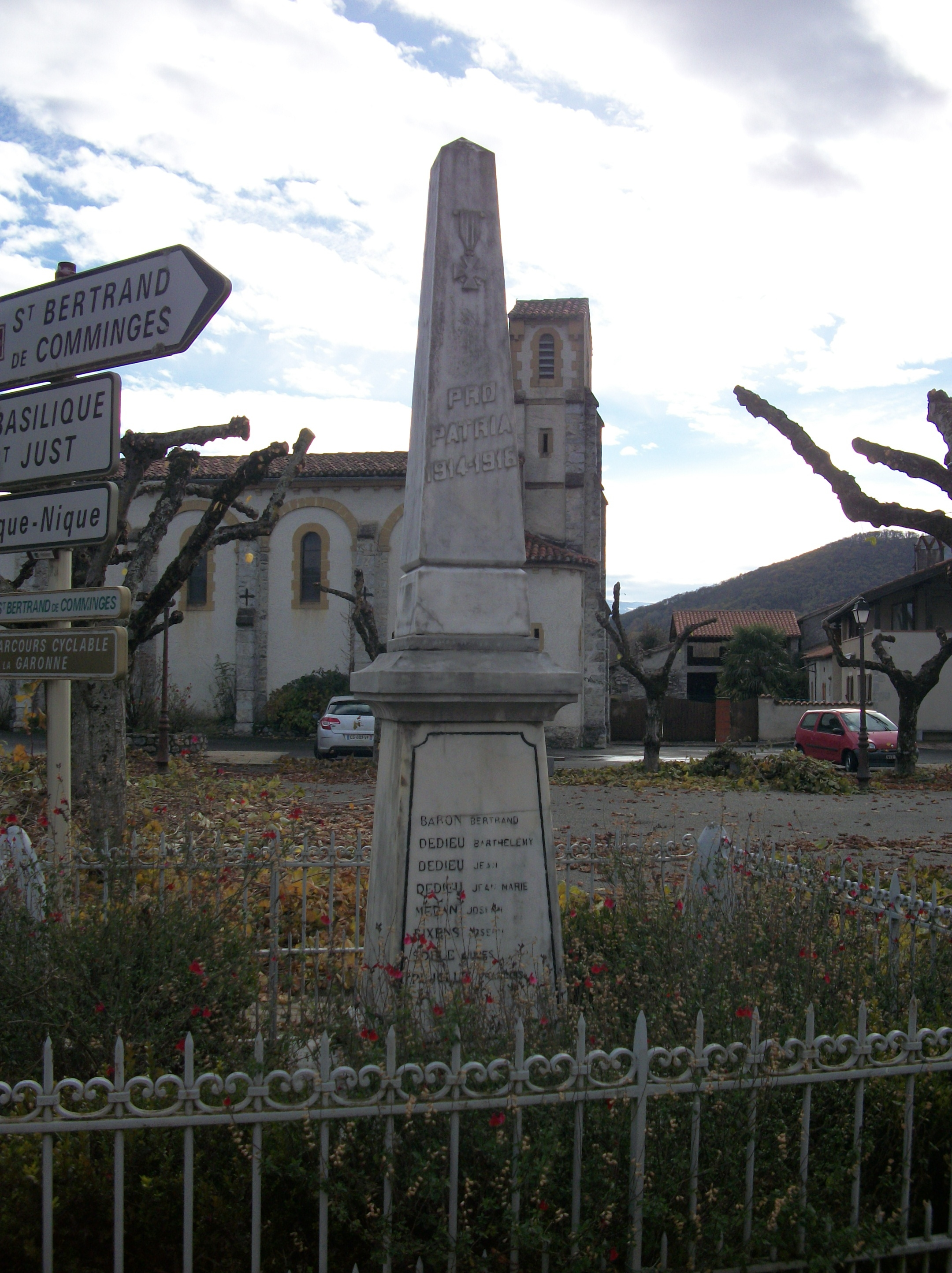
Monument aux morts devant l'église et la mairie.
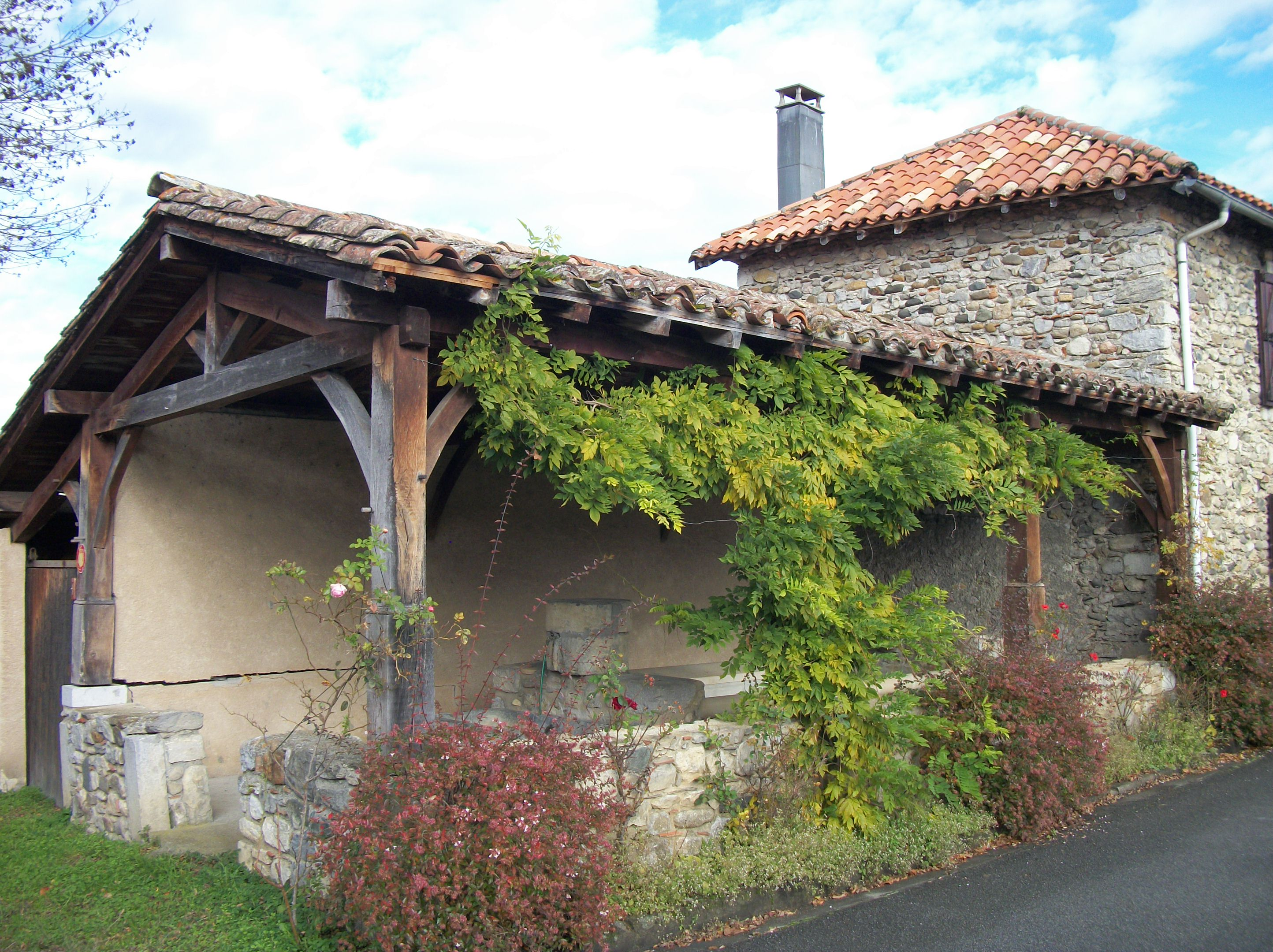
Lavoir près de la mairie.
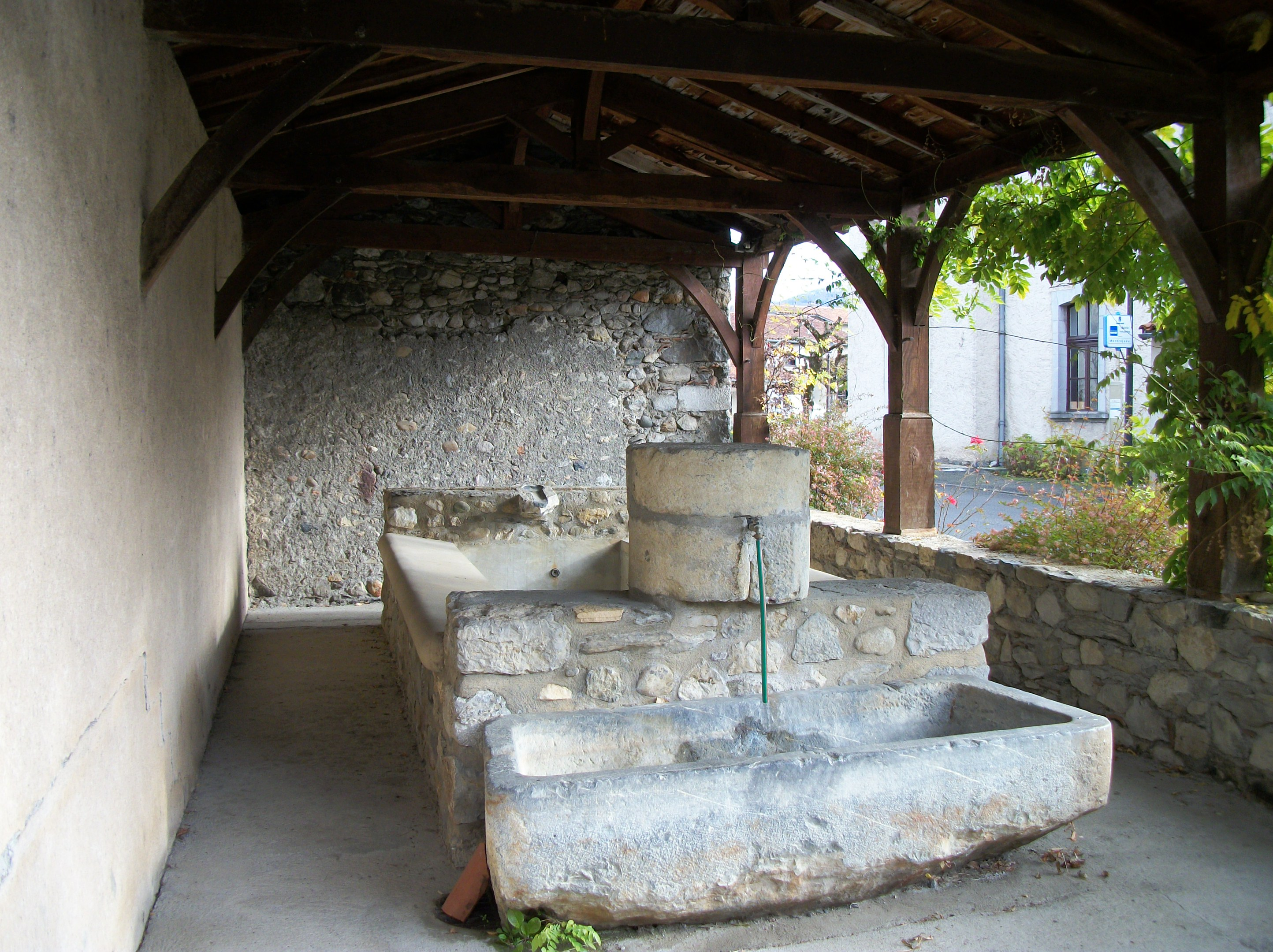
Intérieur du lavoir.
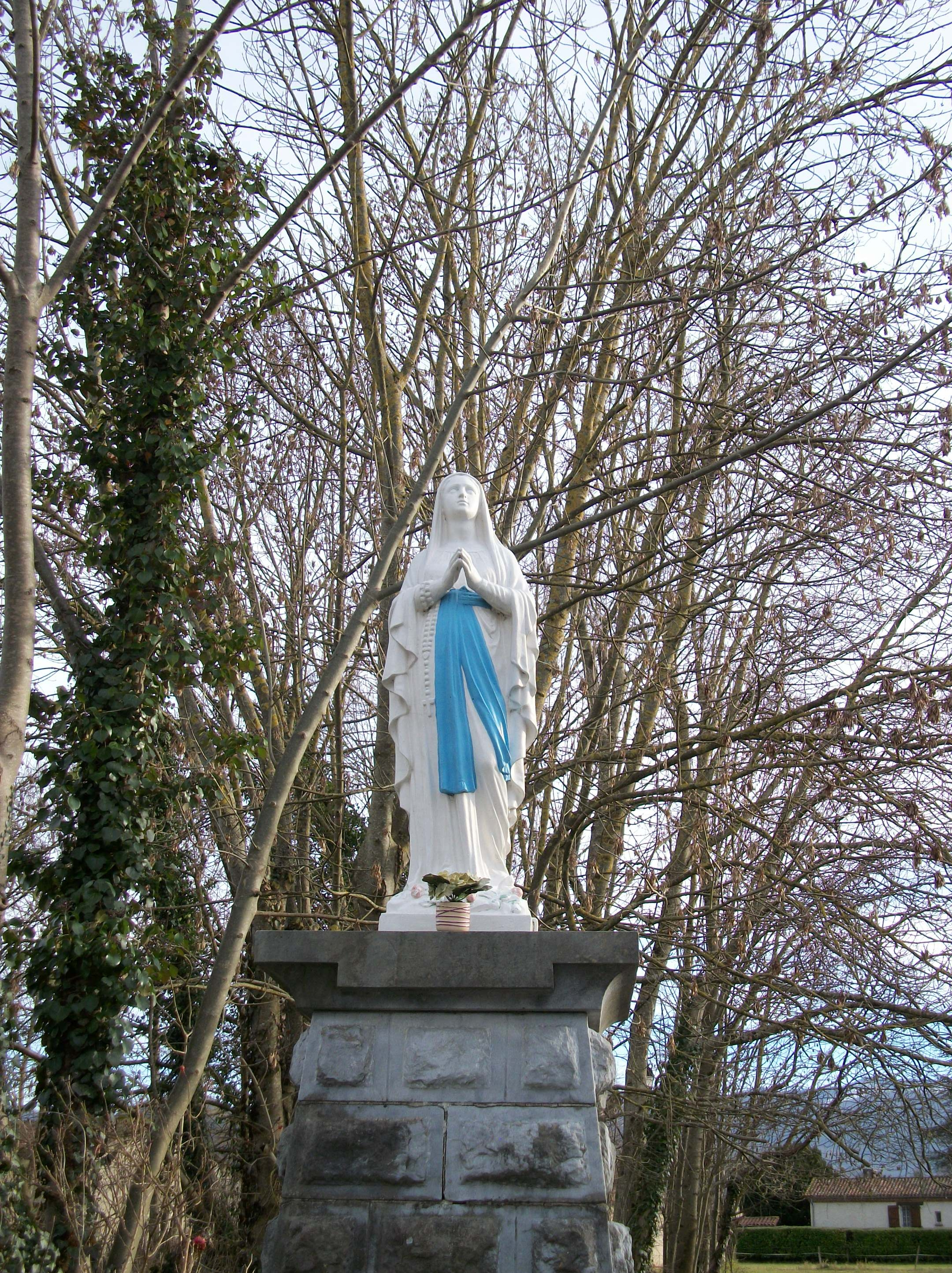
Statue de Notre-Dame de Lourdes.
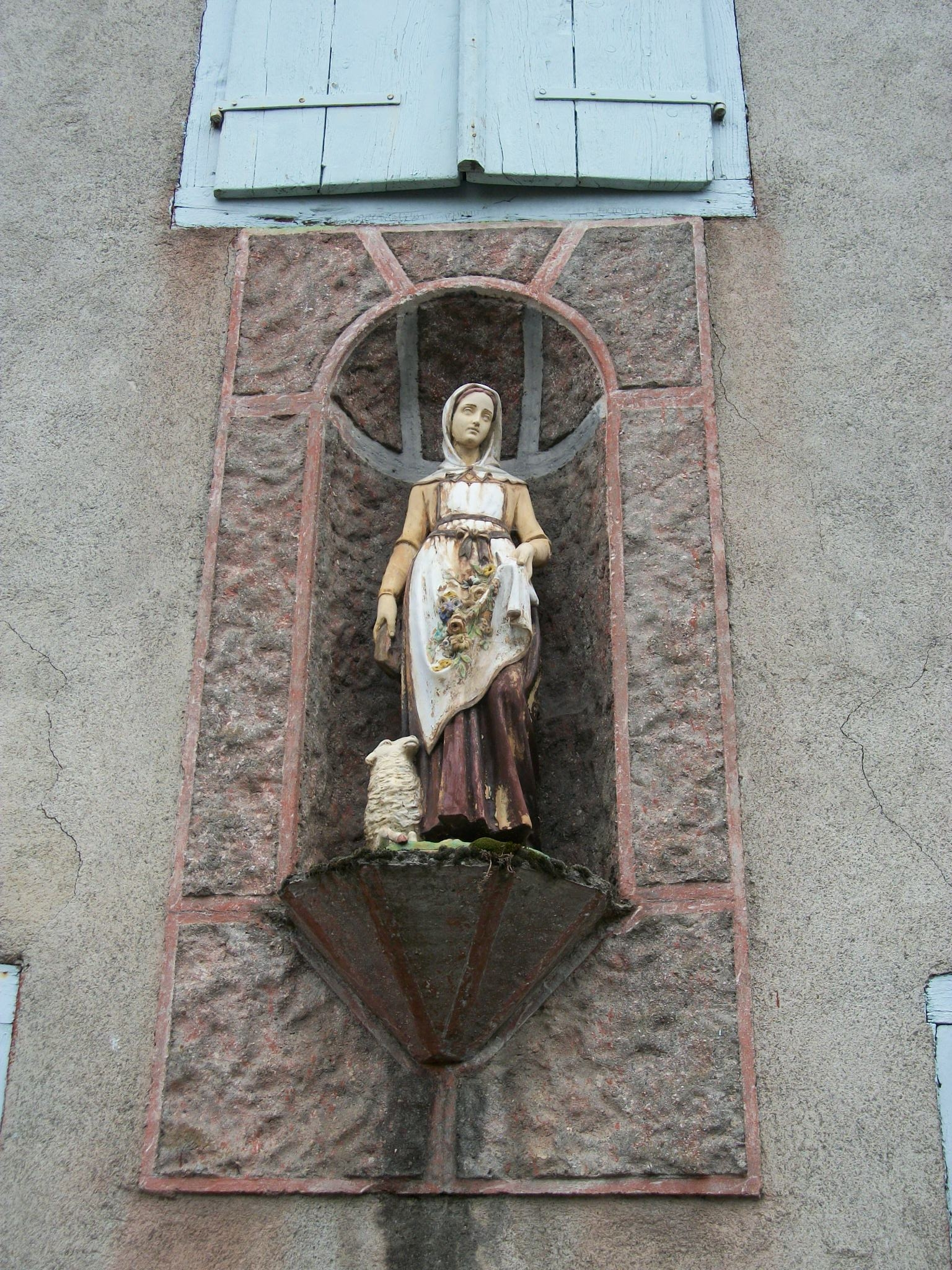
Statue de sainte Germaine.

- Lavoir.
- Statue de Notre-Dame de Lourdes.
- Statue de sainte Germaine.
- Chapelle.
- La tour Castet Bert de la fin du XIe siècle présente des éléments de remploi du site antique voisin de Lugdunum Convenarum. Elle est inscrite depuis 1997[49].
- En bordure de la route départementale 26 subsistent les restes d'une pile funéraire gallo-romaine.

### Personnalités liées à la commune
- Bonagrazia de Bergame
- Convènes